# أدريان جاكسون (عازف قيثارة)
أدريان جاكسون (بالإنجليزية: Adrian Jackson)‏ هو عازف قيثارة بريطاني، ولد في 12 يونيو 1970.

## وصلات خارجية
- أدريان جاكسون على موقع ميوزك برينز (الإنجليزية)
- أدريان جاكسون على موقع ديسكوغز (الإنجليزية)